# Sindrome di Dubin-Johnson
La sindrome di Dubin-Johnson è una malattia ereditaria autosomico recessiva caratterizzata da alterata escrezione attraverso la membrana canalicolare epatocitaria della bilirubina coniugata (diretta) e di altri anioni organici. Il disturbo provoca un aumento isolato della bilirubina coniugata nel siero. Classicamente, la condizione provoca un fegato nero a causa della deposizione di un pigmento simile alla melanina. Questa condizione è associata a un difetto nella capacità degli epatociti di secernere bilirubina coniugata nella bile ed è simile alla sindrome di Rotor. Di solito è asintomatica, ma può essere diagnosticata nella prima infanzia sulla base di test di laboratorio. Di solito non è necessario alcun trattamento.

## Fisiopatologia
L'iperbilirubinemia coniugata è il risultato di un errato trasferimento endogeno ed esogeno di coniugati anionici dagli epatociti nella bile L'escrezione biliare della bilirubina coniugata o diretta è dovuta a una mutazione nella proteina di resistenza multipla ai farmaci 2 (MRP2). Un fegato con presenza di pigmenti scuri è dovuto a metaboliti di epinefrina polimerizzati, non dalla stessa bilirubina.

## Diagnosi
Un tratto distintivo della sindrome di Dubin-Johnson è il rapporto insolito tra i sottoprodotti della biosintesi dell'eme :
- I soggetti non affetti hanno un rapporto tra coproporfirina III e coproporfirina I circa 3-4: 1.
- Nei pazienti con sindrome di Dubin-Johnson, questo rapporto è invertito, con la coproporfirina I 3-4 volte più alta della coproporfirina III. L'analisi delle porfirine delle urine mostra un livello normale di coproporfirina, ma l'isomero I rappresenta l'80% del totale (normalmente il 25%).

Per i primi due giorni di vita, i neonati sani hanno rapporti di coproporfirina urinaria simili a quelli osservati in pazienti con sindrome di Dubin-Johnson; entro 10 giorni di vita, tuttavia, questi livelli si convertono nel normale rapporto adulto.
Nell'autopsia post mortem, il fegato avrà un aspetto rosa scuro o nero a causa dell'accumulo di pigmento.
Un'abbondante proteina canalicolare multipla resistente al farmaco provoca il trasferimento della bilirubina nei canali biliari. Un'isoforma di questa proteina è localizzata nella membrana apicale degli epatociti, consentendo il trasporto di glucuronide e coniugati di glutatione nel sangue. Alti livelli di gamma-glutamil transferasi (GGT) aiutano a diagnosticare patologie che coinvolgono l'ostruzione biliare.

### Differenziazione dalla Sindrome di Rotor
La sindrome di Dubin-Johnson è simile alla sindrome di Rotor, ma può essere differenziata da:
|                                                | Sindrome di Rotor                                                   | Sindrome di Dubin-Johnson                                                             |
| Aspetto del fegato                             | istologia e aspetto normali                                         | il fegato ha una pigmentazione nera                                                   |
| Aspetto della cistifellea                      | la colecisti può essere visualizzata mediante colecistogramma orale | la cistifellea non può essere visualizzata                                            |
| Contenuto totale di coproporfirina nelle urine | alto, con <70% di isomero 1                                         | normale con > 80% di isomero 1 (l'urina normale contiene più isomero 3 che isomero 1) |

È inoltre possibile eseguire un test dell'attività MRP2 per distinguere tra sindrome di Dubin-Johnson e sindrome di Rotor. Per determinare ciò negli anni passati, veniva utilizzata la clearance della bromosolftaleina, il cui test è chiamato test della clearance della bromosolftaleina. Nel caso della sindrome di Dubin-Johnson, la clearance della bromsulftalina avviene entro 90 minuti, mentre nel caso della sindrome di Rotor, la clearance è lenta, cioè impiega più di 90 minuti .

## Anatomia patologica
Il fegato si presenta macroscopicamente nerastro e all'esame microscopico si possono notare accumuli intracitoplasmatici (nei lisosomi) di pigmento la cui origine non è certa, trattasi forse di cataboliti dell'adrenalina.

## Clinica
Clinicamente il paziente è asintomatico, talvolta può presentarsi ittero, da classificarsi come ittero epatico da iperbilirubinemia coniugata (diretta) con indici di colestasi normali.

## Trattamento
La sindrome di Dubin-Johnson è una condizione benigna e non è richiesto alcun trattamento. Tuttavia, è importante riconoscere la condizione in modo da non confonderla con altri disturbi epatobiliari associati all'iperbilirubinemia coniugata che richiedono un trattamento o hanno una prognosi diversa.

## Prognosi
La prognosi è buona e il trattamento di questa sindrome di solito non è necessario. La maggior parte dei pazienti è asintomatica e ha una durata normale. Alcuni neonati presentano colestasi. I contraccettivi ormonali e la gravidanza possono portare a ittero evidenti (ingiallimento degli occhi e della pelle).